# それはひとつしかなくて
『それはひとつしかなくて』は、日本の女性シンガーソングライターである西脇唯の1作目のミニ・アルバム。

## 収録曲
- 特記以外全作詞・作曲：西脇唯／編曲：新川博（1,2）清水信之（3,6）加藤みちあき（4,5）

1. 忘れない (5:17)
2. 休日 (3:46)
3. ”彼女”になりたかった日(4:53)
4. それはひとつしかなくて (5:26)
5. Angel Field (3:42)
  - 作曲：西脇唯・緒里原洋子
6. あなたのいるBIRTHDAY (5:00)